# Vyšší archieparchie Kyjev–Halyč
Vyšší archieparchie Kyjev–Halyč je archieparchie ukrajinské řeckokatolické církve, nacházející se na Ukrajině.

## Území
Vyšší archieparchie zahrnuje všechny věřící ukrajinské řeckokatolické církve na území Ukrajiny.
Archieparchiálním sídlem je město Kyjev, kde se také nachází hlavní chrám – katedrála Vzkříšení Krista.
Rozděluje se do 86 farností. K roku 2016 měla 500 000 věřících, 69 archieparchiálních kněží, 17 řeholních kněží, 10 trvalých jáhnů, 25 řeholníků, 37 řeholnic.
Církevní provincie:
- Arcibiskupský exarchát Doněck
- Arcibiskupský exarchát Charkov
- Arcibiskupský exarchát Luck
- Arcibiskupský exarchát Oděsa
- Arcibiskupský exarchát Krym

## Historie
Kyjevská řeckokatolická archieparchie vznikla v roce 1596 tím, že pravoslavná kyjevská metropole se v rámci Brestlitevské unie připojila ke katolické církvi.
Dne 6. března 1798 byla část jejího území připojena k nově vzniklé eparchii Suprašl.
Po ruském záboru se konal v roce 1839 tzv. Polocký synod, na němž se všechny řeckokatolické diecéze a farnosti v ruském záboru staly součástí ruské pravoslavné církve.
Dne 25. listopadu 1995 obnovil papež Jan Pavel II. řeckokatolickou strukturu na tomto území, a to vytvořením arcibiskupského exarchátu Kyjev–Vyžhorod. Exarchát byl vytvořen z řásti území vyšší archieparchie Lvov.
Dne 11. ledna 2002 byl z části jejího území vytvořen arcibiskupský exarchát Doněck–Charkov.
Dne 28. července 2003 byl z další části jejího území vytvořen arcibiskupský exarchát Oděsa–Krym.
Dne 6. prosince 2004 byl exarchát povýšen na vyšší archieparchii a část jejího území přešla k archieparchii Lvov. Ve stejný den získala titul zrušené eparchie Kamjanec.
Dne 15. ledna 2008 dala část jejího území vzniknout arcibiskupskému exarchátu Luck.